# يوهي أونيشي
يوهي أونيشي (باليابانية: 大西 容平) (30 أكتوبر 1982 في كوراشيكي في اليابان – )؛ هو لاعب كرة قدم ياباني سابق كان يلعب كلاعب وسط.

## وصلات خارجية
- يوهي أونيشي على موقع رابطة كرة القدم اليابانية للمحترفين (اليابانية)
- يوهي أونيشي على موقع قاعدة بيانات كرة القدم.إي يو (الإنجليزية)
- يوهي أونيشي على موقع Soccerway.com (الإنجليزية)
- يوهي أونيشي على موقع عالم كرة القدم.نت (الإنجليزية)